# 타나베 미쿠
다나베 미쿠(田名部 生来,1992년 12월 2일 - )는 일본 여성 아이돌 그룹 전 AKB48 팀B의 멤버이다. 2017년 7월 23일, AKB48 팀B 졸업.

## 드라마
- 마지스카 학원 (2010년) - 점보 역
- 마지스카 학원 2 (2010년) - 점보 역